# Canada atlantico
Il Canada atlantico, talvolta Province atlantiche (in inglese Atlantic Canada, in francese Provinces de l'Atlantique), è una regione del Canada che comprende quattro province situate sulla costa atlantica: le tre Province marittime – Nuovo Brunswick, Nuova Scozia, e Isola del Principe Edoardo – più la provincia di Terranova e Labrador. Al 2016, la popolazione delle Province atlantiche è di circa 2 300 000 abitanti.

## Storia
Il primo Premier di Terranova, Joey Smallwood, coniò il termine di "Canada atlantico" quando il Dominion di Terranova si unì alla Confederazione del Canada nel 1949. Smallwood riteneva presuntuoso includere la sua provincia nel già esistente termine di "Province marittime", usato per descrivere le similarità culturali condivise da Nuovo Brunswick, Isola del Principe Edoardo e Nuova Scozia. Le tre Province marittime aderirono alla Confederazione nel XIX secolo: Nuovo Brunswick e Nuova Scozia nel 1867, come fondatrici della nazione insieme alla Provincia del Canada (Quebec e Ontario), e l'Isola del Principe Edoardo invece, nel 1873.

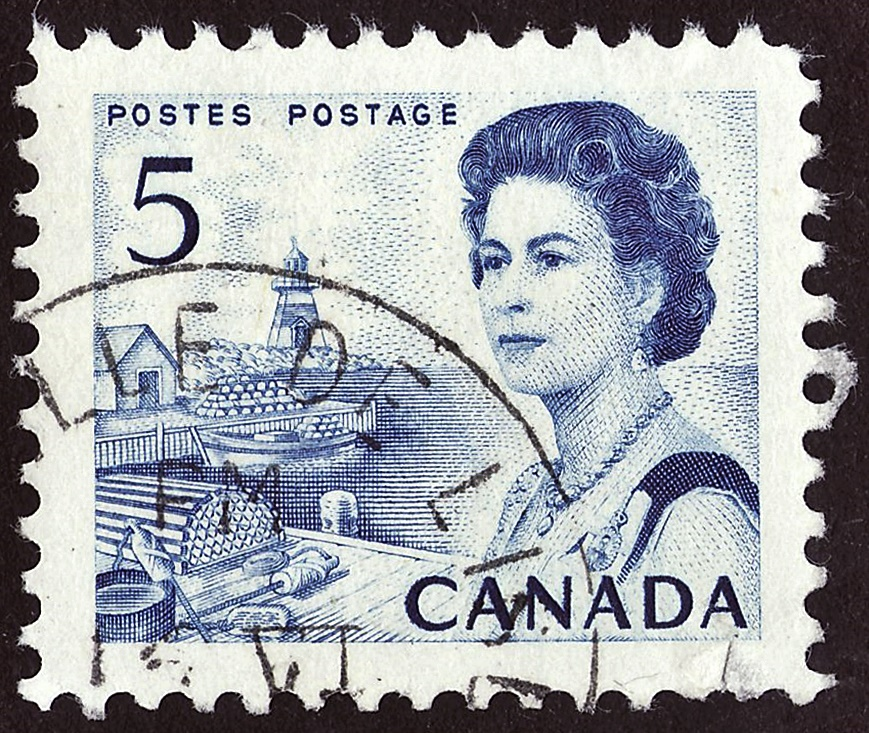
Francobollo canadese "Queen Elizabeth II – Atlantic Coast" del 1967; il francobollo ha come motivo centrale: a sinistra, un tipico porto sulla costa del Canada atlantico con faro; a destra, un ritratto della regina Elisabetta II del Regno Unito, con lo sguardo volto a sinistra

Occasionalmente, "Province marittime" è usato, impropriamente, come sinonimo di "Canada atlantico".

## Località
| Località            | Provincia                  | Popolazione (Regione metropolitana) | Popolazione (Città principale) |
| ------------------- | -------------------------- | ----------------------------------- | ------------------------------ |
| Halifax             | Nuova Scozia               | 390 328                             | 297 943                        |
| St. John's          | Terranova e Labrador       | 196 966                             | 165 346                        |
| Moncton             | Nuovo Brunswick            | 138 644                             | 107 086                        |
| Saint John          | Nuovo Brunswick            | 127 761                             | 95 902                         |
| Cape Breton         | Nuova Scozia               | 101 619                             | Sydney - 31 597                |
| Cape Breton         | Nuova Scozia               | 101 619                             | Glace Bay - 19 076             |
| Cape Breton         | Nuova Scozia               | 101 619                             | Sydney Mines - 14 135          |
| Fredericton         | Nuovo Brunswick            | 94 268                              | 61 522                         |
| Charlottetown       | Isola del Principe Edoardo | 64 487                              | 42 602                         |
| Truro               | Nuova Scozia               | 45 888                              | 23 261                         |
| New Glasgow         | Nuova Scozia               | 35 809                              | 20 609                         |
| Bathurst            | Nuovo Brunswick            | 33 484                              | 17 887                         |
| Miramichi           | Nuovo Brunswick            | 28 115                              | 13 307                         |
| Corner Brook        | Terranova e Labrador       | 27 202                              | 19 759                         |
| Kentville           | Nuova Scozia               | 26 359                              | 14 234                         |
| Edmundston          | Nuovo Brunswick            | 21 903                              | 13 660                         |
| Summerside          | Isola del Principe Edoardo | 16 488                              | 14 751                         |
| Grand Falls-Windsor | Terranova e Labrador       | 13 785                              | 12 714                         |
| Gander              | Terranova e Labrador       | 11 054                              | 10 234                         |
| Bay Roberts         | Terranova e Labrador       | 10 871                              | 10 638                         |